# František Kadaňka
František Kadaňka (* 8. října 1944 Dolní Kounice) je bývalý československý vodní slalomář, kanoista závodící v kategoriích C1 a C2. Jeho partnerem v deblkánoi byl Antonín Brabec.
Na mistrovstvích světa získal tři stříbrné (C1 družstva – 1969; C2 družstva – 1973, 1975) a dvě bronzové medaile (C2 – 1975; C2 družstva – 1971). Startoval na Letních olympijských hrách 1972, kde se jeho loď v individuálním závodě C2 umístila na 10. místě.